# جيري بيتون

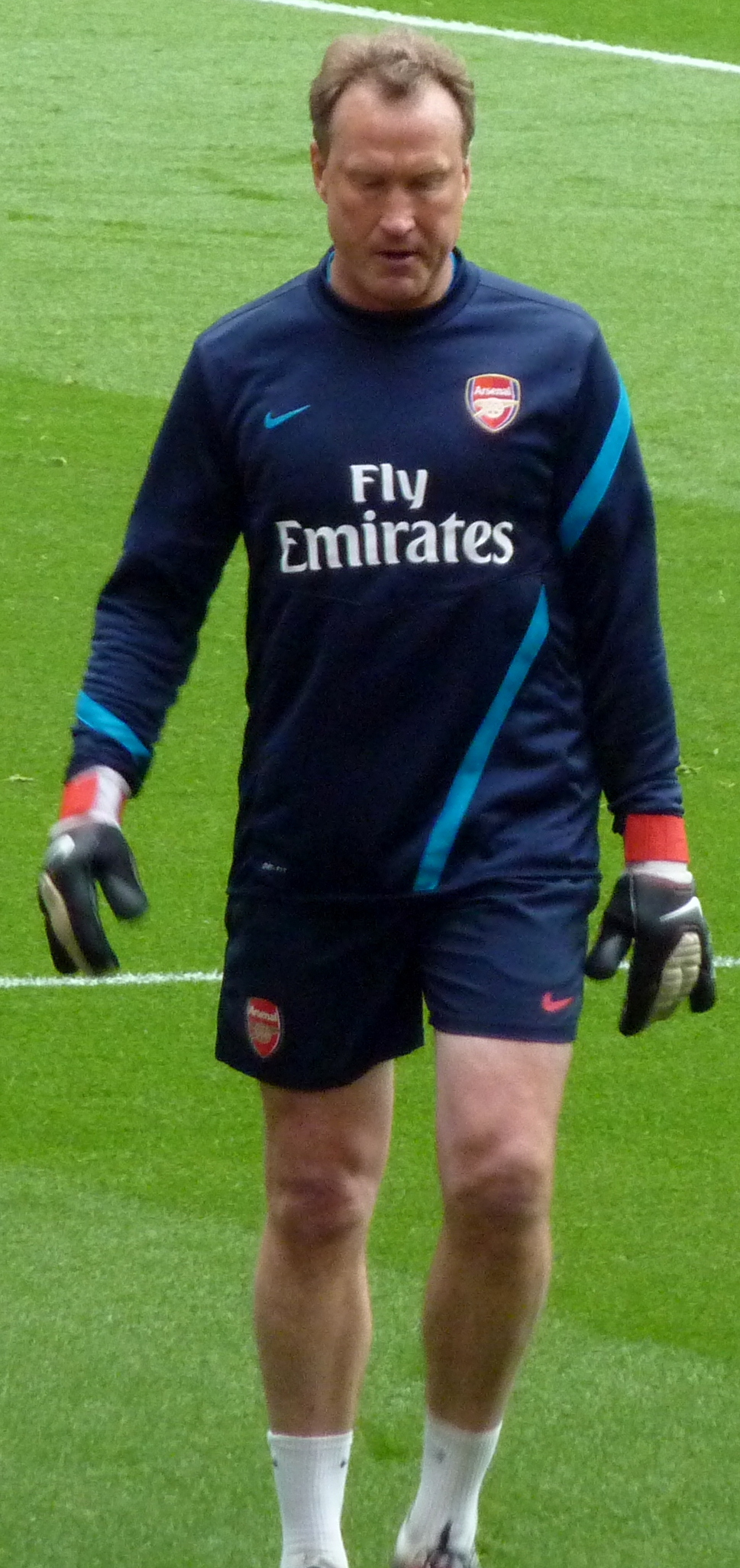
جيري بيتون

جيري بيتون (بالإنجليزية: Gerry Peyton) ، من مواليد 20 مايو 1956، لاعب كرة قدم إيرلندي سابق.
لعب مع منتخب إيرلندا لكرة القدم.

## روابط خارجية
- جيري بيتون على موقع الاتحاد الدولي (مؤرشف)  (الإنجليزية)
- جيري بيتون على موقع قاعدة بيانات كرة القدم.إي يو (الإنجليزية)
- جيري بيتون على موقع ناشيونال فوتبول تيمز (الإنجليزية)
- جيري بيتون على موقع Soccerbase.com (لاعب) (الإنجليزية)
- جيري بيتون على موقع عالم كرة القدم.نت (الإنجليزية)